# Carl Hovland
Carl Iver Hovland (Chicago, 12 giugno 1912 – New Haven, 16 aprile 1961) è stato uno psicologo statunitense.
Egli fu uno dei primi ricercatori a interessarsi al campo della ricerca sugli effetti dei mezzi di comunicazione di massa.

## Biografia
Hovland completò il suo dottorato in filosofia nel 1936 presso l'Università Yale. Dopo alcuni anni di attività presso l'istituto di psicologia della suddettà università, durante la seconda guerra mondiale Hovland divenne ricercatore presso l'esercito statunitense. Lì analizzò gli effetti dei filmati militari di propaganda sul comportamento dei soldati. Obiettivo di questa ricerca era di capire se i contenuti dei filmati potessero influenzare il morale delle truppe e se essi potessero essere utilizzati per modificare e controllare gli atteggiamenti della gente. In questo contesto Hovland sviluppò anche lo sleeper-effect attraverso l'uso di un film di propaganda girato da Frank Capra, Why We Fight e osservandone gli effetti sui soldati.
Dopo la seconda guerra mondiale Hovland tornò alla Yale e dove continuò i suoi studi sugli effetti dei mezzi di comunicazione di massa sugli atteggiamenti della gente.